# Mantella expectata
Espèce
Statut de conservation UICN

 EN B1ab(iii,v) : En danger
Statut CITES
Mantella expectata est une espèce d'amphibiens de la famille des Mantellidae.

## Répartition
Cette espèce est endémique de Madagascar. Elle se rencontre entre 700 et 1 000 m d'altitude dans le sud-ouest de l'île,.

## Description

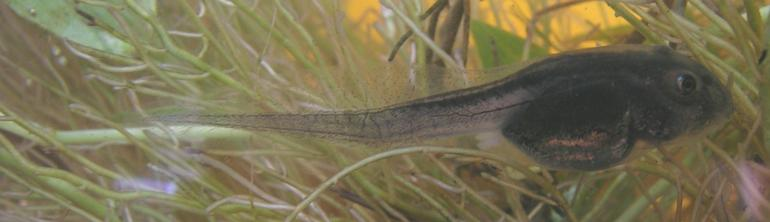
Têtard de Mantella expectata.

Mantella expectata mesure de 20 à 26 mm, les femelles étant un peu plus grandes que les mâles. Son dos est jaune-vert ; ses pattes antérieures sont, selon les individus, noires, bleues, bleues avec taches jaunes ou brunes. Ses flancs sont noirs. Sa lèvre supérieure est surmontée d'une ligne claire. Son ventre est noir avec des taches bleues. Comme les autres représentant du groupe Mantella betsileo, elle présente une tache en forme de fer à cheval sous la gorge (plus prononcée chez les mâles).

## Publication originale
- Busse & Böhme, 1992 : Two remarkable frog discoveries of the genera Mantella (Ranidae: Mantellinae) and Scaphiophryne (Microhylidae: Scaphiophryninae) from the west coast of Madagascar. Revue Française d'Aquariologie, Herpétologie, vol. 19, p. 57-64.